# Per Eklund (Eishockeyspieler)
Per Eklund (* 9. Juli 1970 in Sollentuna) ist ein ehemaliger schwedischer Eishockeyspieler und derzeitiger -funktionär und -trainer, der in den Spielzeiten 2000/01 und 2006/07 für die Krefeld Pinguine, beziehungsweise für die Straubing Tigers aus der Deutschen Eishockey Liga aktiv war. Während seines Engagements bei den Straubing Tigers stellte Eklund mit seinem Teamkollegen Vitali Janke und den Berliner Spielern Norman Martens und Patrick Jarrett einen neuen DEL-Rekord auf. Am 15. Oktober 2006 war er mit dem Tor zum 2:3 einer der vier Torschützen zweier Mannschaften, die innerhalb von nur 59 Sekunden (vorher 75 Sekunden) eines Spiels ein Tor erzielten.

## Karriere
Eklund begann seine Karriere 1987 bei Väsby IK in der damals zweithöchsten schwedischen Liga, der Division 1. Dort gehörte der Stürmer zu den punktbesten Spielern im Team und erzielte in den fünf Jahren, die er bei dem Klub unter Vertrag stand in 118 Partien 118 Scorerpunkte. Zur Saison 1992/93 wechselte er innerhalb der Liga zu Huddinge IK. Nach zwei weiteren Jahren verließ er den Verein und schloss sich dem Erstligisten Djurgårdens IF, wo er seine ersten Einsätze in der höchsten Spielklasse, der Elitserien, erhielt. Als er in seiner ersten Saison in der schwedischen Eliteklasse erneut gute Leistungen zeigte, wurden einige Talent-Scouts aus der National Hockey League auf den Rechtsschützen aufmerksam. Schließlich waren es die Verantwortlichen der Detroit Red Wings, die ihn während des NHL Entry Draft 1995 in der siebten Runde an 182. Position auswählten. Eklund blieb in der Folgezeit noch zwei Spielzeiten bei Djurgårdens IF, ehe er im Sommer 1997 in die American Hockey League zu den Adirondack Red Wings, dem Farmteam der Detroit Red Wings, wechselte.
Kurz vor seinem Wechsel nach Nordamerika wurde er im Jahr 1997 für die schwedische Nationalmannschaft nominiert, mit der er im selben Jahr an der Weltmeisterschaft in Finnland teilnahm. Dort konnte er mit seinem Team nach einer Finalniederlage mit 1:2 Spielen gegen Kanada den zweiten Platz erreichen. Eklund absolvierte elf Partien und erzielte sechs Scorerpunkte, dabei wies er eine Plus/Minus-Statistik von +3 auf.
Bei den Adirondack Red Wings blieb er trotz guter Statistiken, in 76 Spielen konnte er 50-mal punkten, nur ein Jahr und beendete sein Engagement in der AHL. Er kehrte in seine schwedische Heimat zurück und unterschrieb einen Vertrag bei Djurgårdens IF, für die er bereits zwischen den Jahren 1994 und 1997 aktiv war. Zur Saison 2000/01 unterbreiteten ihn die Krefeld Pinguine aus der Deutschen Eishockey Liga ein Vertragsangebot, woraufhin er im Sommer 2000 nach Deutschland wechselte. Auch in Krefeld blieb er nur eine Saison und schloss sich anschließend dem Linköpings HC aus der Elitserien an, für den er in der Folgezeit vier Jahre spielte. Nach einem weiteren kurzen Intermezzo bei Djurgårdens IF und den Straubing Tigers aus der DEL wechselte er 2007 in die vierthöchste schwedische Spielklasse, die Division 2, zu Sollentuna HC, bei denen er die folgenden zwei Jahre unter Vertrag stand, bevor Eklund nach der Saison 2008/09 seine Spielerkarriere beendete. Im Anschluss übernahm er bei Sollentuna HC das Amt des Director of Hockey Operations, ehe der Schwede zur Saison 2010/11 auch zum Cheftrainer des Teams ernannt wurde.

## Erfolge und Auszeichnungen
- 1995 Elitserien Rookie des Jahres
- 1997 Silbermedaille bei der Weltmeisterschaft
- 2000 Schwedischer Meister mit Djurgårdens IF